# Karmela Koren
Karmela Koren, Carmela Corren (hebr. כרמלה קורן; ur. 13 lutego 1938 w Tel Awiwie, zm. 16 stycznia 2022) – izraelska wokalistka i aktorka.
Została odkryta przez amerykańskiego producenta telewizyjnego Eda Sullivana w 1956 roku podczas pracy w Jerozolimie. Carmela, która służyła wówczas w armii izraelskiej, została zaproszona do Nowego Jorku, aby wystąpić w jego programie.
Koncertowała w RPA wraz z Cliffem Richardem oraz śpiewała w angielskich klubach. Zagrała w kilku filmach i produkcjach telewizyjnych. Z początkiem 1960 roku Carmela Corren stała się znana w Niemczech, a także w Szwajcarii i Austrii. Była reprezentantką Austrii podczas Konkursu Piosenki Eurowizji 1963 w Londynie. Podczas konkursu zaśpiewała utwór „Vielleicht geschieht ein Wunder”. Piosenka zdobyła 16 punktów i zajęła 7. miejsce.

## Dyskografia
- Sei nicht traurig, geliebte Mama  (1961)
- Eine Rose aus Santa Monica (1962)
- Wann kommt der Tag (1962)
- Maybe A Miracle Will Happen (1963)
- Wer in deine Augen sieht (1963)
- Rosen haben Dornen (1963)
- Einmal reicht uns das Glück seine Hände (1963)
- Abschiednehmen tut so weh (1965)
- Verzeih mir (1966)
- Die Liebe fängt mit Träumen an (1966)
- Alles war ein Traum (Même si tu revenais) (1967)
- Heiß wie die Sonne (1968)
- Never, never, never (1979)

## Filmografia
- Drei Liebesbriefe aus Tirol (1962)[4]
- Zwischen Schanghai und St. Pauli (1962)
- Sing,aber spiel nicht mit mir (1963)[4]
- Hochzeit am Neusiedler See (1963)[4]